# 防火墙 (消防)
防火墙是一种用来减缓或阻止火势蔓延的消防设施，它由阻燃材料制作而成。实际上广义的防火墙并不仅仅限于在建筑内使用，汽车、轮船等交通工具上也会设置将乘客和易着火的发动机、燃料隔离开的设施。